# Eduard Naef-Blumer

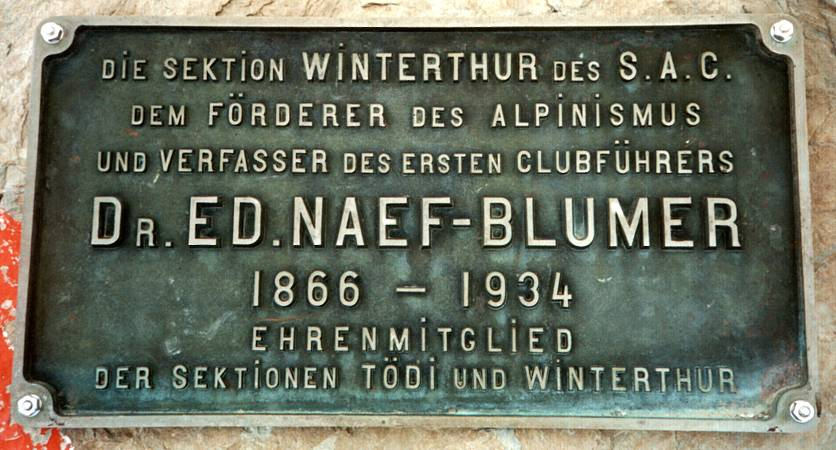
Gedenktafel an der Muttseehütte

Eduard Naef-Blumer (* 1866; † 1934) war ein Förderer des Alpinismus und Sachbuchautor.

## Leben
Der promovierte Naef-Blumer veröffentlichte im Dezember 1902 den Clubführer durch die Glarneralpen, welcher die erste Ausgabe der Reihe der Clubführer des Schweizer Alpen-Clubs (SAC) war, in über 100 Jahren 10 Auflagen erfahren hat und damit zum Standardwerk für diese Region der Schweiz geworden ist. Aufgrund seiner Verdienste um die Förderung des Tourismus wurde er Ehrenmitglied der SAC-Sektionen Tödi und Winterthur.

## Ehrungen
Die Sektion Winterthur des SAC errichtete Eduard Naef-Blumer an der Muttseehütte eine Gedenktafel.